# 12180 Kistemaker
12180 Kistemaker è un asteroide della fascia principale. Scoperto nel 1977, presenta un'orbita caratterizzata da un semiasse maggiore pari a 3,1447151 UA e da un'eccentricità di 0,0885191, inclinata di 10,34450° rispetto all'eclittica.